# Agrostis castriferrei
Agrostis castriferrei é uma espécie de gramínea do gênero Agrostis, pertencente à família Poaceae.